# Plattekill (condado de Ulster)
Plattekill es un lugar designado por el censo (en inglés, census-designated place, CDP) situado en el municipio homónimo, en el condado de Ulster, estado de Nueva York, Estados Unidos. Según el censo de 2020, tiene una población de 1296 habitantes.

## Geografía
La localidad está ubicada en las coordenadas 41°37′11″N 74°03′31″O / 41.61972, -74.05861 (41.619788, -74.058596).

## Demografía
Según la estimación 2019-2023 de la Oficina del Censo, los ingresos medios de los hogares de la localidad son de $106,429 y los ingresos medios de las familias son de $105,313. Alrededor del 5.2% de la población está por debajo de la línea de pobreza.